# Pfarrkirche Ollersbach

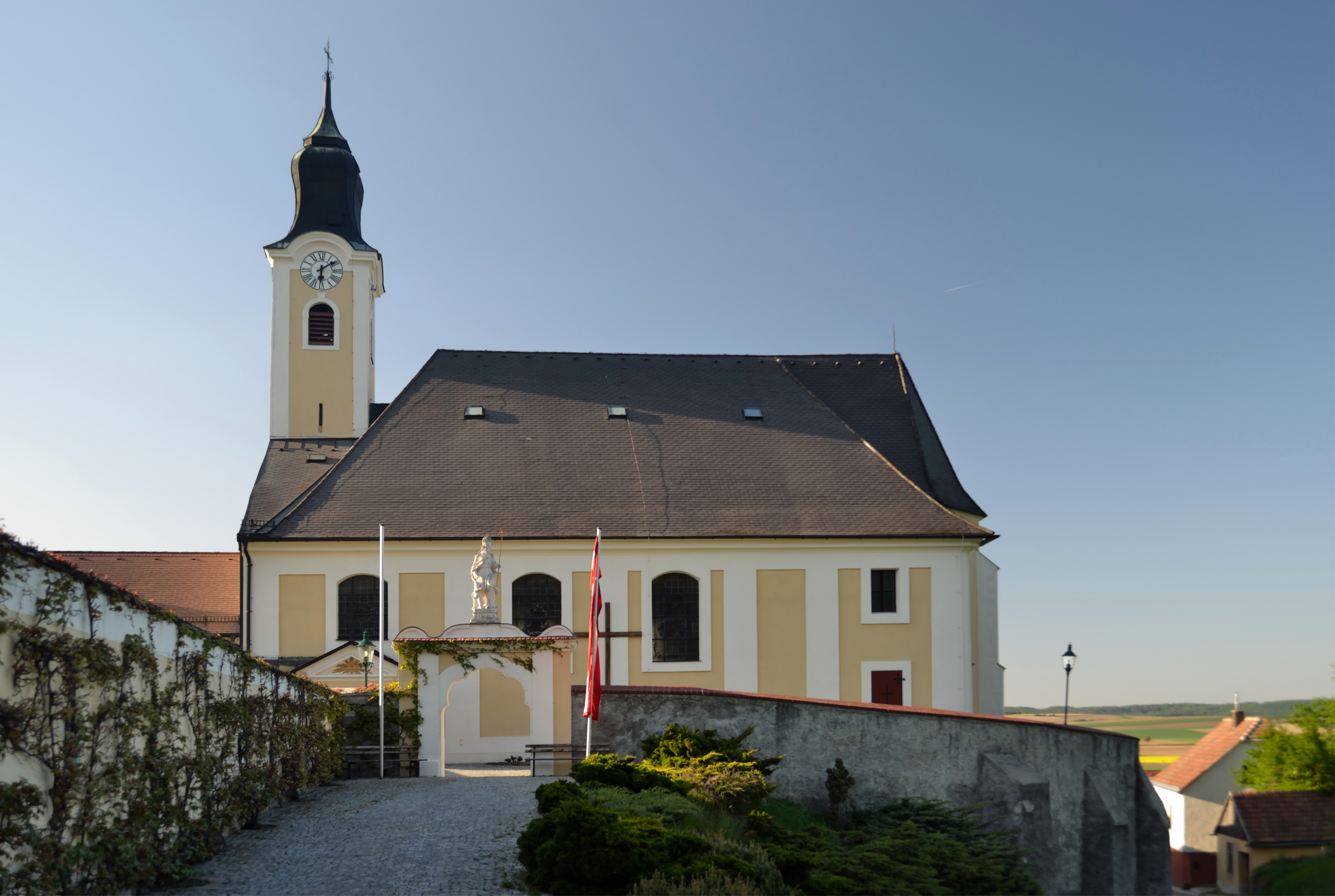
Katholische Pfarrkirche Mariä Himmelfahrt in Ollersbach

Die römisch-katholische Pfarrkirche Ollersbach steht gemeinsam mit dem Pfarrhof auf einem Hügelrücken im Süden des Ortes Ollersbach in der Stadtgemeinde Neulengbach im Bezirk St. Pölten-Land in Niederösterreich. Die dem Patrozinium Mariä Himmelfahrt unterstellte Pfarrkirche gehört zum Dekanat Neulengbach in der Diözese St. Pölten. Die Kirche und der Friedhof stehen unter Denkmalschutz (Listeneintrag).

## Geschichte
Die Pfarre wurde im 13. Jahrhundert gegründet. 1780/1783 wurde der gotische Kirchenbau um zwei Seitenschiffe erweitert. Von 1978 bis 1982 erfolgte eine Restaurierung.

## Architektur
Die dreischiffige Kirche, spätbarock auf gotischer Grundlage, hat einen gotischen Chor aus dem späten 15. Jahrhundert. Sie ist im Osten und Süden von einer massiven mittelalterlichen Wehr- und Stützmauer umgeben. 1984/1985 wurde der Pfarrhof im Westen an die Kirche angebaut. Der Zugang im Süden erfolgt durch einen kleeblattförmigen Portalbogen mit der Statue des hl. Liborius aus der ersten Hälfte des 18. Jahrhunderts.
Das Kirchenäußere zeigt ein Langhaus mit kleinen süd- und nordseitigen Portalvorbauten wohl aus dem 19. Jahrhundert. Die Fassade mit großen Segmentbogenfenster hat eine schlichte Putzrahmengliederung. Der polygonal geschlossene gotische Chor hat Strebepfeiler und barocke Fenster, das mittlere Fenster ist abgemauert, auf einem geländebedingt unterschiedlich hohen Sockel, das hohe Dach über dem Chor ist polygonal abgewalmt. Im Westen gibt es einen hoch aufragenden glockenartig gedeckten Dachreiter über einem gotischen Untergeschoß eines ursprünglich wohl frei stehenden Westturmes.
Im Kircheninneren wurde das dreijochige kreuzgratgewölbte Langhaus zu den angebauten Seitenschiffen durch Rundbogenarkaden auf wuchtigen Säulen geöffnet, wodurch ein in die Breite gerichteter hallenartiger Raumcharakter entstand. Die dreijochigen Seitenschiffe mit halbrunden Abschlüssen sind platzlgewölbt. Die hölzerne Westempore in der Breite des Mittelschiffes entstand 1904. Der Triumphbogen ist eingezogen. Der spätgotische einjochige Chor mit einem Fünfachtelschluss hat ein gratiges Netzgewölbe auf Konsolen.

## Ausstattung
Die Gewölbemalereien in passförmigen Feldern zeigen im Chor Christus und die vier Evangelisten, im Langhaus Szenen aus dem Marienleben und über der Westempore die hl. Cäcilia, alle gemalt vom Maler Rupert Lorenz 1906. Die Glasmalereien, im Chor Mariä Verkündigung und Mariä Heimsuchung aus dem Jahr 1906, im Langhaus die Heiligen Vitus, Aloysius, Leopold, Elisabeth, Notburga und Agnes von 1908, schuf Ostermann und Hartwein.

## Einrichtung
Der Hochaltar als klassizistisches Säulenretabel mit Säulentabernakel zeigt das Altarblatt Mariä Himmelfahrt von Franz Xaver Wagenschön 1780. Der linke Seitenaltar zeigt das Altarblatt hl. Barbara aus dem Ende des 18. Jahrhunderts, flankiert von Statuen der Heiligen Sebastian und Florian. Der rechte Seitenaltar zeigt das Altarblatt Tod des hl. Josef aus der Zeit um 1770, flankiert von Statuen weiblicher Heiligen. Die Kanzel in streng klassizistischen Formen zeigt ein Relief Christus und die Samariterin.
Die Orgel baute Orgelbau M. Walcker-Mayer 1990.

## Grabdenkmäler
Außen
- An der Stirnfront des Chores befindet sich ein Relief Arme Seelen im Fegefeuer aus dem 18. Jahrhundert.
- Nordseitig gibt es drei Grabplatten aus dem 19. Jahrhundert.
- Kriegerdenkmal südlich der Kirche mit einem adlerbekrönten Naturstein um 1920.

Innen
- Im Chor zu Christoph Henricus Comes Galen 1731 mit einer Reliefdarstellung des Verstorbenen.
- Im nördlichen Seitenschiff zu Maria Barbara von Pidoll zu Quintenbach 1811 mit einem Relief eines Wacheengels.